# Hypolepis sanguinea
Hypolepis sanguinea là một loài dương xỉ trong họ Dennstaedtiaceae. Loài này được Pers. mô tả khoa học đầu tiên năm 1807.
Danh pháp khoa học của loài này chưa được làm sáng tỏ. 